# 5-я отдельная тяжёлая танковая бригада
5-я отдельная тяжёлая танковая бригада — отдельное танковое соединение (тяжёлая танковая бригада) автобронетанковых войск РККА Вооружённых Сил СССР.
Сокращённое действительное наименование, применяемое в документах — 5 оттбр, 5 оттбр РГК.

## История
Ленинградский «Кировский завод» наращивал производство основных танков Т-28. Харьковский завод выпускал основные танки Т-35А. Танки Т-28 вместе с Т-35 поступали на вооружение отдельных танковых полков резерва главного командования (РГК). С 1930 года по 1935 год в Красной Армии (РККА) были сформированы пять отдельных тяжёлых танковых полков РГК, они дислоцировались:
- 1-й — в г. Смоленске (Белорусский ВО);
- 2-й — в Ленинграде (Ленинградский ВО);
- 4-й — в Киеве (Киевский ВО);
- Отдельный учебный танковый полк (по счёту 5-й) — в Харькове (Харьковский ВО);
- 6-й — в Слуцке (Белорусский ВО).

Организация (организационно-штатная структура) этих полков претерпела несколько изменений. К концу 1935 года они состояли из штаба, трёх танковых батальонов, по 30 танков в каждом и других формирований. На их основное вооружение поступали основные средние танки Т-28, а в 5-й полк, кроме того, и основные тяжёлые танки Т-35А. 12 декабря 1935 года эти полки были развёрнуты в отдельные тяжёлые танковые бригады.
12 декабря 1935 года на базе Отдельного учебного танкового полка в Харьковском военном округе в г. Харькове началось сформирование 5-й отдельной тяжёлой танковой бригады. Командиром бригады назначен полковник Михаил Сергеевич Факторович.
Приказом Наркома обороны Союза ССР, от 21 мая 1936 года, танковая бригада выделена в Резерв Главного Командования. Она теперь предназначалась для качественного усиления стрелковых и танковых соединений при прорыве укреплённых полос обороны противника. Изменилось и направление обучения танкистов. Подготовка для танков Т-28 командиров-танкистов велась на Ленинградских бронетанковых курсах усовершенствования комсостава, в Орловском бронетанковом училище, а специалистов-танкистов осуществлялась во 2-й запасной танковой бригаде ЛенВО.
Дислоцировалась бригада в г. Харькове, а летние лагеря находились в г. Чугуев. На основном вооружении состояли средние танки Т-28 и тяжёлые танки Т-35А.
27 декабря 1937 года командир бригады полковник М. С. Факторович арестован.
На 1 января 1938 года бригада имела на основном вооружении тяжёлых танков Т-35А — 27 штук, средних танков Т-28 — 16 штук.
В 1938 году врид командира бригады назначен полковник Николай Николаевич Радкевич. В 1938 году врид командира бригады назначен полковник Александр Георгиевич Поликарпов. 29 апреля 1938 года полковник А. Г. Поликарпов утверждён в должности командира бригады.
В марте 1939 года бригада была переведена на территорию Киевского Особого военного округа и передислоцирована в г. Житомир в состав Житомирской армейской группы.
В 1939 году 5 оттбр переименована в 14-ю тяжёлую танковую бригаду. До 23 августа 1939 года командиром бригады был полковник А. Г. Поликарпов.

## Полное наименование
Полное действительное наименование — 5-я отдельная тяжёлая танковая бригада резерва главного командования

## Дислокация
- Харьковский военный округ (12.12.1935 — 1939).
- Житомирская армейская группа Киевского Особого военного округа (с марта 1939).

## Командование
Командиры бригады:
- Факторович, Михаил Сергеевич, полковник (12.12.1935 — арестован 27.12.1937)[1]. (1894 — 28.08.1938), член ВКП(б) с 1921, командир 5-й танковой бригады, арестован 27.12.1937 г., приговор Военной Коллегии Верховного Суда СССР от 28.08.1938 г. к высшей мере наказания, реабилитирован 30.01.1958 г[3].
- Радкевич Николай Николаевич, полковник (врид в 1938 г.)[1].
- Поликарпов Александр Георгиевич, полковник (врид, утверждён 29.04.1938 — 23.08.1939)[1].
- Фекленко Николай Владимирович, комдив (до 1939)[1].

Заместитель по политической части:
- Баранов Александр Артамонович, полковой комиссар (12.12.1935 — 1939)[1].

Помощник по строевой части:
- Визиров Гуссейн Багирович, полковник (12.12.1935 — 1939)[1].

Помощник по материально-техническому обеспечению:
- Кузнецов Вячеслав Петрович, майор (12.12.1935 — 1939)[1].

Начальник штаба:
- Зеленцов, Андрей Иванович (03.1936 — 01.38)[1].
- Радкевич Николай Николаевич, майор (12.1937 — 31.12.1938)[1].
- Волынец, Игнатий Антонович, подполковник (1939)[1].

Помощник начальника штаба:
- Перевозов Константин Григорьевич, полковник (12.12.1935 — 1939)[1].

Начальник разведывательной части:
- Варганов Николай Петрович, капитан (12.12.1935 — 1939)[1].

Начальник части связи:
- Сергеев Анатолий Герасимович, полковник[1].

Начальник части тыла:
- Шевченко Иван Васильевич, майор (12.12.1935 — 1939)[1].

Начальник артиллерии:
- Кузьмин Пётр Фролович, майор (12.12.1935 — 1939)[1].

Начальник инженерной службы:
- Сванадзе Авксентий Сафронович, майор (12.12.1935 — 1939)[1].